# Alfred Hamerlinck

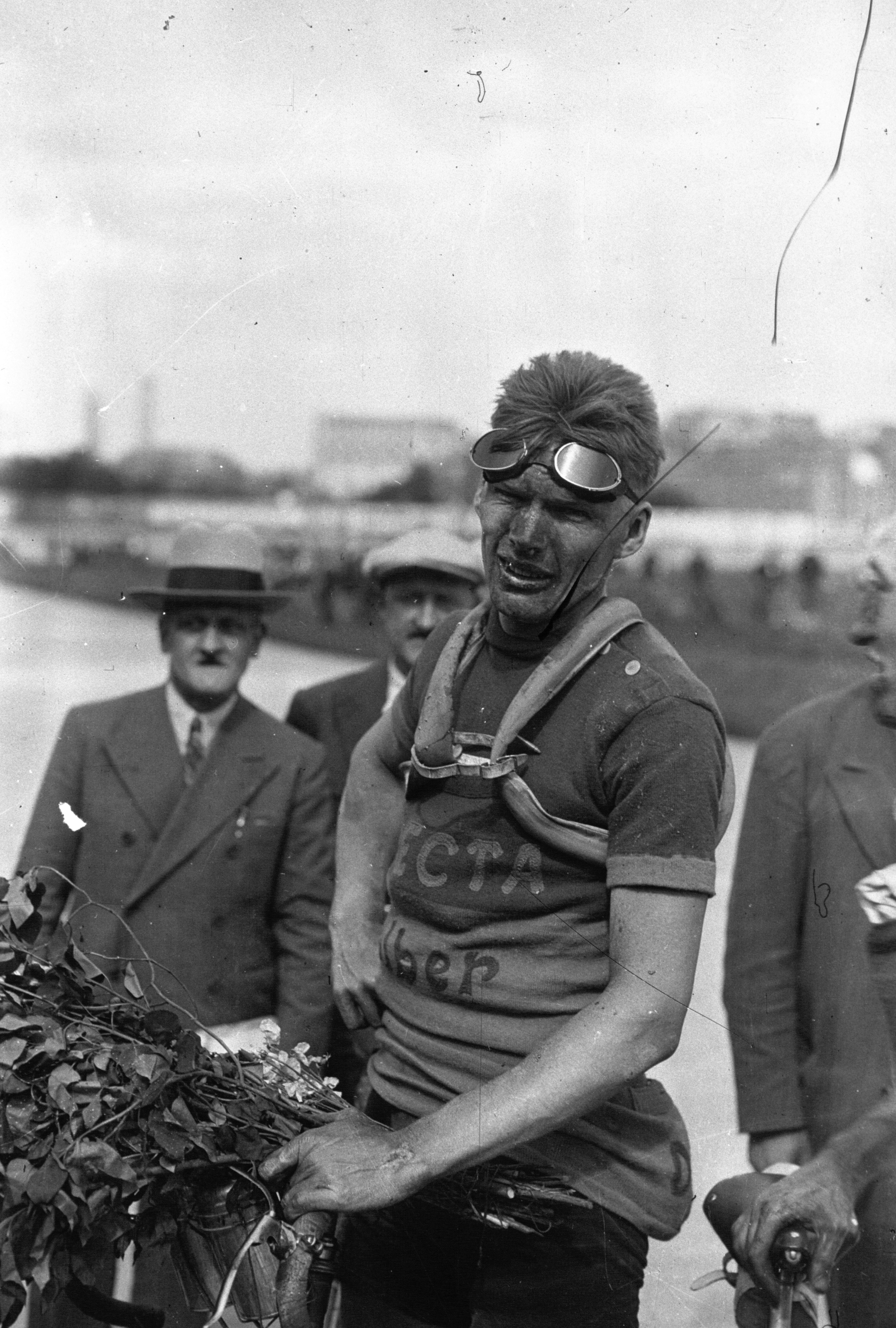
Alfred Hamelinck in 1931

Alfred Hamerlinck (Assenede, 27 september 1905 - Gent, 10 juli 1993), bijnaam 'Don Fredo', was een Belgisch beroepswielrenner van 1927 tot en met 1936.

## Situering
Hij behaalde 82 overwinningen tijdens zijn loopbaan. Hij reed op de weg, maar ook in de wielerpistes van Brussel, Antwerpen en Gent. Hij was een fervente deelnemer aan kermiskoersen in Vlaamse gemeenten, en won er vaak de eerste prijs.
Hij had als sponsors Automoto, Général Lucifer en Dilecta. In 1927 reed hij in de Baskische Ronde, de Vuelta Ciclista al País Vasco.
In 1940 opende hij in Wondelgem een café onder de naam Don Fredo.

## Bekendheid
In zijn glorietijd behoorde Hamerlinck tot de bekendste en populairste flandriens, zowel op de weg als op de piste. Hij was de eerste renner die de 'Koning van de Kermiskoersen' genoemd werd.
Zijn overheersing in de sport werd zelfs in een humoristisch liedje vergeleken met de sovjetheerschappij in Rusland, als volgt:
Hamer en Sikkel,
Hamerland en Sikkelland,
Hamerlinck zijn binnenband,
Domineren de Wereld.

## Palmares
- 1927
  - Grote 1 meiprijs
  - Eerste in de Tweede etappe van de Circuit du Midi
  - Eerste in de Tweede etappe van de Omloop van Parijs
  - Tweede in de Circuit du Midi
  - Vijfde in de Ronde van België
- 1928
  - Kampioen van de Provincie Oost-Vlaanderen
  - Eerste in de Textielprijs Vichte
- 1929
  - Grand Prix Wolber
  - Schaal Sels
  - Eerste in de Omloop van de Dender
  - Kampioen van de Provincie Oost-Vlaanderen
  - Tweede in Paris-Cambrai
  - Derde in de Ronde van Vlaanderen
  - Derde in het Belgisch kampioenschap op de weg
  - Derde in de Grote Prijs van de Schelde
  - Derde in de Grote Prijs van de Maas
  - Eerste in Heusdenkoers
- 1930
  - Eerste in Antwerpen-Namen-Antwerpen
  - Eerste in Brussel-Oostende
  - Eerste in het Kampioenschap van de beide Vlaanders
  - Eerste in de Grote Prijs van Wanze
  - Tweede in de omloop van de Vlaamse regio's
  - Derde in het Belgisch Kampioenschap op de weg
  - Derde in het 'Critérium des Aiglons'
  - Vierde in de Grand Prix Wolter
  - Zesde in de Ronde van Vlaanderen
  - Zesde in Parijs-Roubaix
  - Achtste in het Wereldkampioenschap op de weg
- 1931
  - Eerste in het Circuit de Paris
  - Eerste in Grand Prix St Michel
  - Eerste en Tweede etappe van de Grand Prix Saint Michel
  - Eerste en Zesde etappe van de Ronde van Frankrijk
  - Eerste en Vierde etappe van de Ronde van België
  - Tweede in de Grand Prix Wolber
  - Derde in de omloop van de Vlaamse regio's
  - Eerste in de Textielprijs Vichte
  - Vijfde in de Zesdaagse van Brussel
  - Eerste in de Velokoers voor Beroepsrenners in Overmere
- 1932
  - Omloop van de Vlaamse regio's
  - Grote Prijs Groen Zegel in Lier
  - Grote Prijs van het Noorden in Ertvelde
  - Derde in de Ronde van Vlaanderen
  - Achtste in het Wereldkampioenschap op de weg
  - Eerste in de Textielprijs Vichte
  - Eerste in de GP Dr. Eugeen Roggeman
- 1933
  - Grote Prijs van het Noorden in Ertvelde
  - Kampioen van Oost-Vlaanderen
  - Vierde in het Wereldkampioenschap op de weg
  - Eerste in de Textielprijs Vichte
  - Zevende in de Zesdaagse van Brussel
- 1934
  - Tweede in de Grote Prijs van de Schelde
  - Vierde in Parijs-Roubaix
  - Eerste in de Textielprijs Vichte
  - Zevende in de Zesdaagse van Brussel
- 1935
  - Vierde in de zes dagen van Brussel (met De Bruycker)
  - Tweede in het kampioenschap van de Vlaanders
  - Zesde in de Zesdaagse van Antwerpen
- 1936
  - Kampioen in de Zesdaagse van Antwerpen.